# Iszkussztvo Kino
Az Iszkussztvo Kino (orosz nyelven: Искусство кино, jelentése 'filmművészet') a Szovjetunió és Oroszország legrégebbi, 1931-ben alapított, évtizedekig legbefolyásosabb filmművészeti folyóirata. Alapítása óta Moszkvában jelenik meg.

## Általános ismertetése
A folyóirat folyamatosan nyomon követi a szovjet és az orosz filmművészetet a hangosfilm kezdetetétől a kortárs filmkészítésig. Kritikáiban és tanulmányaiban értékeli a születő fontosabb filmeket, interjúiban, beszélgetéseiben és portré-cikkeiben bemutatja az orosz és a külföldi film alkotóit. Cikkeket közölt és közöl a filmtörténet folyamatairól, a film elméletének és esztétikájának kérdéseiről, áttekintést nyújt a filmművészet jelentős mestereinek munkáiról, a filmvilág eseményeiről és a filmfesztiválokról, stb. Szerzői között felkészült szakértők, filmkritikusok és filmtörténészek mellett számos ismert filmművész is van. A szovjet időszakban több-tízezres példányszáma napjainkra kb. a tizedére esett vissza.

## Története
Az Iszkussztvo Kino 1931. január óta jelenik meg Moszkvában. A világháború idején, 1941. júliustól 1945. szeptemberig kiadása szünetelt. 1936-tól 1941-ig havonta, 1945–1947 között rendszertelenül, 1948–1951 között kéthavonta jelent meg, majd 1952-től folytatódott a havonkénti megjelenés.
1936-tól a Szovjet Művészetügyi Össz-szövetségi Bizottság Film- és Fotóipari Főigazgatósága alá tartozott, a világháború után a Filmművészeti Minisztérium orgánuma lett. Az 1980-as években a Szovjetunió Filmművészeti Állami Bizottságának és a Szovjetunió Filmművész Szövetségének havonta megjelenő folyóirata volt. 1993-ban függetlenedett, a szerkesztői közösségé lett a lap.
A szovjet korszakban a legfontosabb filmes kiadvány volt. Első évtizedében helyt adott többek között az akkori vezető filmrendezők és filmesztéták – Alekszandr Dovzsenko, Szergej Eisenstein, Grigorij Kozincev, Vszevolod Pudovkin, Balázs Béla, Viktor Sklovszkij – műveinek és cikkeinek. A főszerkesztő személye az 1950-es évekig 3-4 évente változott. A világháborút követő évtizedben a kiadvány szorosan az ideológiailag „helyes irányt” és a szocialista realizmus kizárólagosságát képviselte, részt vett az ún. „kozmopolitizmus” elleni harcban.
A hruscsovi ún. „olvadás” idején a folyóirat irányvonala lassan megváltozott, miután 1956-ban Ljudmila Pogozseva lett a főszerkesztő (helyettese Ja. L. Varsavszkij filmkritikus). A kiadvány elismerően értékelt olyan alkotásokat is (pl. Marlen Hucijev filmjeit), amelyek nem feleltek meg a hivatalos irányvonalnak. Elemző szándékú cikkei különböztek a párt iránymutatását ismételgető patetikus hangú írásoktól. 1967-ben a folyóirat havi 30–35 ezer példányban jelent meg, szerkesztőbizottságában olyan ismert rendezők is voltak mint Grigorij Kozincev, Lev Kulidzsanov, Ivan Pirjev, Szergej Jutkevics.
Ismeretes, hogy az ún. "olvadás" irányvonalára a végső csapást a szovjet vezetésnek az ún. prágai tavasz (1968) eseményeire adott válasza mérte. 1969-ben Pogozsevát fölmentették. A továbbiakban a lap az ún. „pangás” éveinek hivatalos irányvonalához igazodott, de így is a filmszakma és az értelmiségi mozinézők mértékadó folyóirata maradt. Példányszáma az 1980-as években elérte az ötvenezret.

## 21. század
A folyóirat cégek támogatásából, pályázati pénzekből tartja fenn magát, a 2000-es években online változatot is indított. A 2010-es években válságos helyzetbe került, de független kiadvány maradt. 2017 tavaszán meghalt D. B. Dondurej főszerkesztő, aki 24 éven át irányította a lapot; ősszel pedig helyettese és 1992-től a külföldi filmek rovatának vezetője, Ny. A. Zarhi is (Alekszandr Zarhi forgatókönyvíró lánya).
Anton Dolin újságíró, rádiós műsorvezető, filmkritikus lett a főszerkesztő, aki sikeres adománygyűjtő kampányt indított. 2018-tól a folyóirat csak kéthavonta, de új formátumban és megnövelt oldalszámon jelenik meg, példányszáma 2019-ben 3000-re nőtt. Minden számban körülbelül 50 hosszabb szöveget tesznek közzé: a legnagyobb fesztiválok szemléjét, interjúkat a világ vezető filmeseivel, filmirányzatok elemzését, forgatókönyveket és sok mást. 2018–2020 között reklámfelületeket kezdett értékesíteni, fizetős vetítéseket és filmkészítési tanfolyamokat szervezett, saját filmdíjat készült alapítani. A szerkesztőség 2018-ban videocsatornát nyitott a YouTube-on és más közösségi hálózatokat is igénybe vesz a fiatalabb korosztályok elérésére.
A lap 2021-ben ünnepi kiadvánnyal és új terveinek ismertetésével ünnepelte fennállásának 90. évfordulóját.

## Főszerkesztők
- Ivan Pirjev (1945–1946)
- Nyikolaj Lebegyev (1947–1949)
- Dmitrij Jerjomin (1949–1951)
- Vitalij Zsdan (1951–1956)
- Ljudmila Pogozseva (1956–1969)
- Jevgenyij Szurkov (1969–1982)
- Armen Medvegyev (1982–1984)
- Jurij Cserepanov (1984–1986)
- Konsztantyin Scserbakov (1987–1992)
- Danyiil Dondurej (1993–2017)
- Anton Dolin (2017–)